# Carl Gemander
Carl Gemander (* 16. Februar 1836 in Plawniowitz, Kreis Tost (Schlesien); † 18. September 1904 in Bad Salzbrunn, beerdigt in Breslau) war ein deutscher Verwaltungsjurist, zuletzt Landrat des Kreises Rybnik in Oberschlesien.

## Leben
Seine Eltern waren Mathias Gemander (1791–1876), Förster beim Rittergutsbesitzer Graf Ballestrem in Plawniowitz im Landkreis Tost-Gleiwitz, und Magdalene Christiane geb. Kubitz(a) (1795–1869) aus Rudnik bei Ratibor.
Sein Bruder Anton Gemander (1822–1889) war Generalbevollmächtigter des Zinkkönigs und Wirtschaftsführers in Oberschlesien Karl Godulla (1781–1848), seine Schwester Anna Euphemia Gemander (1826–1908) heiratete 1854 in Plawniowitz den Kgl. Ökonomierat und Wirtschaftsdirektor Julius Heinrich Moritz Lüdke (1817–1892), der gemeinsam mit seinem Schwager Anton Gemander das Karl Godulla gehörende Gut Bujakow im Kreis Beuthen bewirtschaftete.
Carl Gemander war verheiratet mit Mimi Scheffer. Sie sind die Eltern des Majors der Reichswehr Karl Anton Mathias Ludwig Gemander († 1942) und des Rittmeisters der Reichswehr Wilhelm Gemander (1883–1945). Beide Söhne waren nicht verheiratet und sind kinderlos verstorben.
Gemander studierte an der Universität Breslau Rechtswissenschaft und Kameralistik. Während der Studienzeit wurde er 1858 Mitglied des Corps Silesia Breslau. Nach Abschluss seines Studiums trat Gemander in den Staatsdienst bei der Regierung in Oppeln ein. 1860 wurde er als Regierungsreferendar stellvertretender Landrat des Landkreises Rybnik und fungierte schließlich, nachdem er die Stelle im Jahr 1873 zunächst kommissarisch wahrgenommen hatte, von 1874 bis zur Pensionierung 1901 als Landrat in Rybnik. In dieser Position wurde er zum Geheimen Regierungsrat ernannt.
Gemander war Rittmeister der Landwehr und Eigentümer eines Guts bei Czerwionka-Leszczyny, das zunächst seinem Bruder Anton Gemander gehört hatte und nach dessen Tod an ihn gefallen war.